# Día Internacional de las Mujeres por la Paz y el Desarme
El 24 de mayo se celebra el liderazgo y la participación de las mujeres en los procesos de paz y la erradicación de la violencia.
Se instauró en 1982 en recuerdo de los hechos del Campamento pacifista de mujeres en Greenham Common que protestaron contra el despliegue de armas nucleares norteamericanas a Berkshire y también por visibilizar los esfuerzos históricos y actuales de las mujeres para la construcción de la paz y el desarme, rechazando la violencia como solución a los desafíos del mundo.
Esta conmemoración sirve para recordar al mundo la violencia que sufren las mujeres en los conflictos y postconflictes armados. La presencia de mujeres en los ejércitos es muy minoritaria, y en cambio, tal como se recoge en la Resolución 1325 del Consejo de Seguridad de las Naciones Unidas  el 90 por ciento de las víctimas de las guerras son civiles, la mayoría mujeres y niños, que a menudo pasan a ser víctimas de abusos vinculados a la explotación sexual.
También reivindica la necesidad de mostrar el protagonismo de las mujeres  en los procesos de creación de paz para evitar el estereotipo que las muestra como víctimas silenciosas y pasivas. Se considera que su papel es capital  en la construcción social, política y económica después de los conflictos para recuperar los espacios de vida y desarrollo individual y colectivo. Aun así, atendido este papel activo de las mujeres en situaciones de conflicto no siempre ha sido reconocido como tal, en 1995, en los acuerdos de la IV Conferencia Mundial sobre la Mujer se quiso promover la contribución de las mujeres en el fomento de la cultura de la paz, y que la comunidad internacional  reconociera a las mujeres su capacidad de mantener sus espacios de negociación en la prevención y solución de los conflictos armados  reafirmando y subrayando la importancia que participen en igualdad e intervengan plenamente en todas las iniciativas de fomento de la paz y la seguridad.